# Lapithea gentianoides
Lapithea gentianoides là một loài thực vật có hoa trong họ Long đởm. Loài này được (Elliott) Griseb. mô tả khoa học đầu tiên.